# 1952年の日本公開映画
- 映画 > 映画の一覧 > 年度別日本公開映画 > 1952年の日本公開映画
- 映画 > 1952年の映画 > 1952年の日本公開映画

1952年の日本公開映画（1952ねんのにほんこうかいえいが）では、1952年（昭和27年）1月1日から同年12月31日までに日本で商業公開された映画の一覧を記載。作品名の右の丸括弧内は製作国を示す。
記載の凡例については年度別日本公開映画#凡例を参照

## 作品一覧
日本映画だけで287作品が公開された。

### 1月
- 1日
  - 陽気な渡り鳥 （ 日本）
- 3日
  - 浅草紅団 （ 日本）
  - 荒木又右衛門 決闘鍵屋の辻 （ 日本）
  - 世紀の女王 （ アメリカ合衆国）
  - 夢と知りせば （ 日本）
- 4日
  - 快傑ダルド （ アメリカ合衆国）
  - 剣侠ロビン （ アメリカ合衆国）
  - 血と砂 （ アメリカ合衆国）
- 12日
  - 猿人ジョー・ヤング （ アメリカ合衆国）
- 13日
  - 北西騎馬警官隊 （ アメリカ合衆国）
- 14日
  - ジープの四人 （ スイス）
- 17日
  - 母なれば女なれば （ 日本）
- 19日
  - オペラの怪人 （ アメリカ合衆国）
  - 情無用の街 （ アメリカ合衆国）
- 28日
  - 虹の女王 （ アメリカ合衆国）

### 2月
- 1日
  - 三銃士 （ アメリカ合衆国）
  - 毒蛇島綺談 女王蜂 （ 日本）
- 7日
  - 嵐の中の母 （ 日本）
- 8日
  - 阿波狸屋敷 （ 日本）
  - キング・ソロモン （ アメリカ合衆国）
- 9日
  - 愛と血の大地 （ アメリカ合衆国）
  - ほら男爵の冒険 （ ドイツ）
- 15日
  - 犬姫様 （ 日本）
  - サムソンとデリラ （ アメリカ合衆国）
  - とんかつ大将 （ 日本）
  - 武装市街 （ アメリカ合衆国）
- 20日
  - 天井桟敷の人々 （ フランス）
- 22日
  - 地獄への逆襲 （ アメリカ合衆国）
  - ハーヴェイ （ アメリカ合衆国）
- 24日
  - 虎の尾を踏む男達 （ 日本）
- 28日
  - 南国の肌 （ 日本）
- 29日
  - 本日休診 （ 日本）
  - 夜は我がもの （ フランス）

### 3月
- 5日
  - 雪崩 （ 日本）
- 6日
  - マクベス （ アメリカ合衆国）
- 7日
  - シンデレラ姫 （ アメリカ合衆国）
- 14日
  - にがい米 （ イタリア）
  - 箱根風雲録 （ 日本）
- 20日
  - 修羅城秘聞 双龍の巻 （ 日本）
  - 地球の静止する日 （ アメリカ合衆国）
  - 我が心の呼ぶ声 （ アメリカ合衆国）
- 21日
  - 戦場を駆ける男 （ アメリカ合衆国）

### 4月
- 1日
  - 脱獄者の最後 （ アメリカ合衆国）
  - 七つの大罪 （ フランス）
- 3日
  - 暗黒の命令（ アメリカ合衆国）[2]
  - 乞食大将 （ 日本）
  - ショウ・ボート （ アメリカ合衆国）
  - 波 （ 日本）
- 4日
  - 上海帰りのリル （ 日本）
- 9日
  - タイクーン （ アメリカ合衆国）
- 10日
  - 永遠のアンバー （ アメリカ合衆国）
  - お国と五平 （ 日本）
  - 銀の靴 （ イギリス）
- 12日
  - カルメン （ アメリカ合衆国）
- 17日
  - 海の無法者 （ アメリカ合衆国）
  - 西鶴一代女 （ 日本）
  - 凸凹外人部隊 （ アメリカ合衆国）
- 22日
  - 印度の放浪児 （ アメリカ合衆国）
- 24日
  - 赤穂城 （ 日本）
  - 地球最後の日 （ アメリカ合衆国）
  - チャッカリ夫人とウッカリ夫人 （ 日本）
  - 虎の尾を踏む男達 （ 日本）
  - 巴里の空の下セーヌは流れる （ フランス）
  - モンタナ （ アメリカ合衆国）
  - 夜歩く男 （ アメリカ合衆国）

### 5月
- 1日
  - タルファ駐屯兵 （ アメリカ合衆国）
  - 山びこ学校 （ 日本）
  - 勇者のみ （ アメリカ合衆国）
  - 遊星よりの物体X （ アメリカ合衆国）
- 2日
  - 巴里のアメリカ人 （ アメリカ合衆国）
- 8日
  - 恋風五十三次 （ 日本）
  - 硝煙の新天地 （ アメリカ合衆国）
  - 續・修羅城秘聞 飛雲の巻 （ 日本）
  - 鉄路の弾痕 （ アメリカ合衆国）
  - やぐら太鼓 （ 日本）
- 10日
  - 老兵は死なず （ イギリス）
- 12日
  - 凱旋門 （ アメリカ合衆国）
- 15日
  - 安宅家の人々 （ 日本）
  - ヴァレンチノ （ アメリカ合衆国）
  - 黒ばら （ アメリカ合衆国）
- 17日
  - ピノキオ （ アメリカ合衆国・アニメ)
- 22日
  - 戦国無頼 （ 日本）
  - 欲望という名の電車 （ アメリカ合衆国）[3]
- 23日
  - 井戸 （ アメリカ合衆国）
  - ネブラスカ魂 （ アメリカ合衆国）
- 24日
  - 凱旋門 （ アメリカ合衆国）
  - 水着の女王 （ アメリカ合衆国）
- 29日
  - 三等重役 （ 日本）
  - 續 赤穂城 （ 日本）
  - 月形半平太 （ 日本）
  - 南海の劫火 （ アメリカ合衆国）
  - 東は東 （ アメリカ合衆国）
  - 離婚 （ 日本）

### 6月
- 3日
  - 歌劇王カルーソ （ アメリカ合衆国）
- 5日
  - ウィンチェスター銃'73 （ アメリカ合衆国）
  - ドイツ零年 （ イタリア）
- 7日
  - 二人でお茶を （ アメリカ合衆国）
- 12日
  - おかあさん （ 日本）
  - 激情の断崖 （ アメリカ合衆国）
  - 滝の白糸 （ 日本）
- 15日
  - 父帰る （ 日本）
- 17日
  - 山のロザンナ （ アメリカ合衆国）
- 19日
  - 硫黄島の砂 （ アメリカ合衆国）
- 22日
  - 美女ありき （ イギリス /  アメリカ合衆国）[3]
- 24日
  - 河 （ アメリカ合衆国）
- 26日
  - 脱獄者の秘密 （ アメリカ合衆国）
- 30日
  - 烙印 （ アメリカ合衆国）

### 7月
- 1日
  - 白銀の嶺 （ アメリカ合衆国）
- 8日
  - 砂漠の鬼将軍 （ アメリカ合衆国）
  - 若い人 （ 日本）
- 14日
  - 絶海の嵐 （ アメリカ合衆国）
- 15日
  - 栄光の星の下に （ アメリカ合衆国）
  - 題名のない映画 （ ドイツ）
  - 東京のえくぼ （ 日本）
  - 東京の恋人 （ 日本）
- 24日
  - 姿なき軍隊 （ デンマーク）
- 25日
  - 巌窟の野獣 （ イギリス）
  - 輪舞 （ フランス）
- 29日
  - 青いヴェール （ アメリカ合衆国）
- 31日
  - 掠奪の町 （ アメリカ合衆国）

### 8月
- 6日
  - 原爆の子 （ 日本）
- 7日
  - こんな私じゃなかったに （ 日本）
- 12日
  - アフリカの女王 （ アメリカ合衆国/ イギリス）
- 14日
  - ダニー・ケイの検察官閣下 （ アメリカ合衆国）
- 21日
  - 殺人容疑者 （ 日本）
- 27日
  - 荒野の三悪人 （ アメリカ合衆国）
  - 禿鷹は飛ばず （ イギリス）
- 28日
  - 思春期 （ 日本）
  - 柳生の兄弟 （ 日本）

### 9月
- 1日
  - 街は自衛する （ イタリア）
- 2日
  - 殺人狂時代 （ アメリカ合衆国）[4]
- 3日
  - 君去りし後 （ アメリカ合衆国）
  - 腰抜けモロッコ騒動 （ アメリカ合衆国）
  - 現代人 （ 日本）
- 4日
  - 風と共に去りぬ （ アメリカ合衆国）[3]
  - 続三等重役 （ 日本）
- 8日
  - 暴力帝国 （ アメリカ合衆国）
- 11日
  - キスメット （ アメリカ合衆国）
- 16日
  - 地獄の英雄 （ アメリカ合衆国）
  - 第三の男 （ イギリス /  アメリカ合衆国）
- 17日
  - 真昼の決闘 （ アメリカ合衆国）
  - 牛若丸 （ 日本）
- 18日
  - 死の接吻 （ アメリカ合衆国）
- 23日
  - 美女と盗賊 （ 日本）
- 24日
  - 陽のあたる場所 （ アメリカ合衆国）

### 10月
- 1日
  - 誰が為に鐘は鳴る （ アメリカ合衆国）
  - マニラ （ アメリカ合衆国）
  - お茶漬の味 （ 日本）
- 9日
  - 生きる （ 日本）
  - 稲妻 （ 日本）
- 14日
  - 凸凹透明人間 （ アメリカ合衆国）
- 15日
  - ヴァジニアの血闘 （ アメリカ合衆国）
- 16日
  - 慟哭 （ 日本）
- 19日
  - 処女オリヴィア （ フランス）
- 23日
  - 黒騎士 （ アメリカ合衆国）
  - 五本の指 （ アメリカ合衆国）
  - ひよどり草紙 （ 日本）
- 29日
  - 闘牛の女王 （ アメリカ合衆国）
- 30日
  - 艦長ホレーショ （ イギリス /  アメリカ合衆国）
  - いついつまでも （ 日本）

### 11月
- 1日
  - 艦長ホレーショ （ アメリカ合衆国）
  - ならず者 （ アメリカ合衆国）
  - ミラノの奇蹟 （ イタリア）
- 4日
  - 母のない子と子のない母と （ 日本）
- 5日
  - 二百万人還る （ フランス）
- 6日
  - 足にさわった女 （ 日本）
  - うず潮 （ 日本）
  - 人生劇場 第一部 青春愛欲篇 （ 日本）
  - 肉体の悪魔 （ フランス）
  - ルビイ （ アメリカ合衆国）
- 13日
  - カルメン純情す （ 日本）
  - 大佛開眼 （ 日本）
- 17日
  - 女狐 （ イギリス）
- 18日
  - 丘は花ざかり （ 日本）
  - ミズーリ横断 （ アメリカ合衆国）
- 20日
  - リンゴ園の少女 （ 日本）
- 22日
  - 嵐を呼ぶ太鼓 （ アメリカ合衆国）
  - 怒りの河 （ アメリカ合衆国）
- 25日
  - 剣豪ダルタニアン （ アメリカ合衆国）
- 27日
  - 港へ来た男 （ 日本）
- 29日
  - セールスマンの死 （ アメリカ合衆国）

### 12月
- 1日
  - 砂漠の鷹 （ アメリカ合衆国）
- 2日
  - ベルリン陥落 （ ソビエト連邦）
- 9日
  - 荒くれ男 （ アメリカ合衆国）
  - 別離 （ アメリカ合衆国）
- 11日
  - 革命児サパタ （ アメリカ合衆国）
  - 神州天馬侠 （ 日本）
- 13日
  - 愛人ジュリエット （ フランス）
  - 凸凹猛獣狩 （ アメリカ合衆国）
- 15日
  - 真空地帯 （ 日本）
- 16日
  - 花嫁の父 （ アメリカ合衆国）
  - 風雲千両船 （ 日本）
- 18日
  - 拳銃魔 （ アメリカ合衆国）
  - 都会の牙 （ アメリカ合衆国）
- 23日
  - あの手この手 （ 日本）
- 24日
  - 革命児サパタ （ アメリカ合衆国）
- 25日
  - 白熱 （ アメリカ合衆国）
  - 花嫁の父 （ アメリカ合衆国）
  - ポーリンの冒険 （ アメリカ合衆国）
- 27日
  - ボー・ジェスト （ アメリカ合衆国）
- 29日
  - ひばり姫初夢道中 （ 日本）